# فيليكس دو تمبل دي لا كروا
فيليكس دو تمبل دي لا كروا هو طيار وضابط وسياسي فرنسي، ولد في 18 يوليو 1823 في Lorris ‏ في فرنسا، وتوفي في 3 نوفمبر 1890 في باريس في فرنسا. انتخب نائب فرنسي (8 فبراير 1871 – 7 مارس 1876).